# Роґале (Підляське воєводство)
Роґале (пол. Rogale) — село в Польщі, у гміні Стависьки Кольненського повіту Підляського воєводства.
Населення — 101 особа (2011).
У 1975-1998 роках село належало до Ломжинського воєводства.

## Демографія
Демографічна структура станом на 31 березня 2011 року:
|          | Загалом | Допрацездатний вік | Працездатний вік | Постпрацездатний вік |
| -------- | ------- | ------------------ | ---------------- | -------------------- |
| Чоловіки | 50      | 13                 | 29               | 8                    |
| Жінки    | 51      | 13                 | 21               | 17                   |
| Разом    | 101     | 26                 | 50               | 25                   |